# Слободян Сергій Станіславович
Сергі́й Станісла́вович Слободя́н (1996—2023) — лейтенант збройних сил України, учасник російсько-української війни.

## Життєпис
Народився 10 липня 1996 року в селі Цупівка Харківської області. Закінчив військову кафедру Харківського танкового училища.
З початком повномасштабного російського вторгнення, родина переїхала до Тульчинської громади, що на Вінниччині.
У квітні 2022 року вирішив стати на захист України.
Був командиром взводу у 15-му гірсько-штурмовому батальйоні 128-ї гірсько-штурмової бригади.
Загинув 15 лютого 2023 року на Донеччині.

## Нагороди та вшанування
- Орден Богдана Хмельницького III ступеня[1].
- Відзнака головнокомандувача Сталевий хрест
- Почесний громадянин Тульчина[2].